# Sipan, Aragatsotn
Sipan là một đô thị thuộc tỉnh Aragatsotn, Armenia. Dân số ước tính năm 2011 là 226 người.